# Style Beaux-Arts en Belgique
Pour les articles homonymes, voir Beaux-arts.

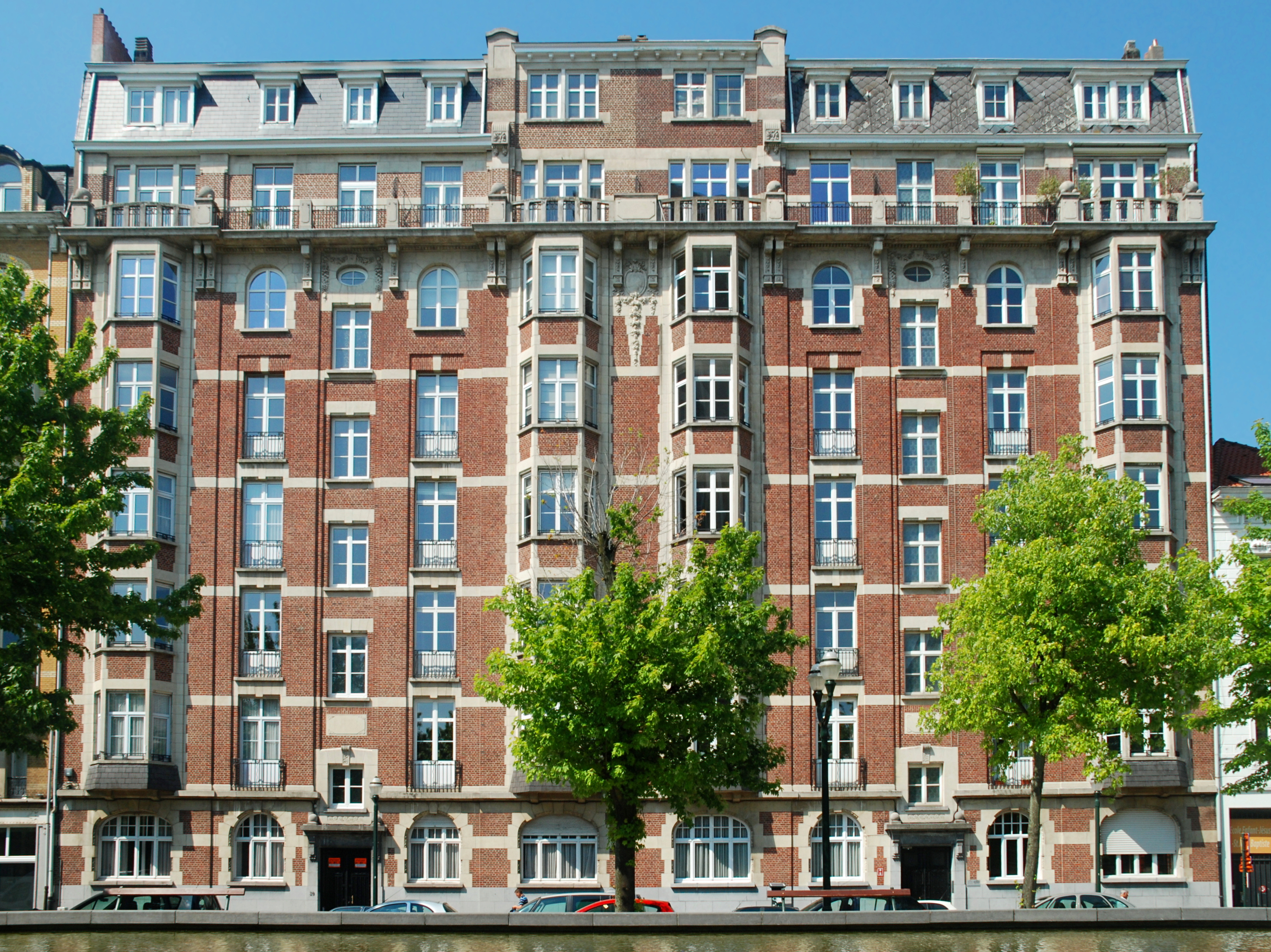
Immeuble « Central Résidence » édifié par J-B. Tilmant au quai au Foin à Bruxelles.

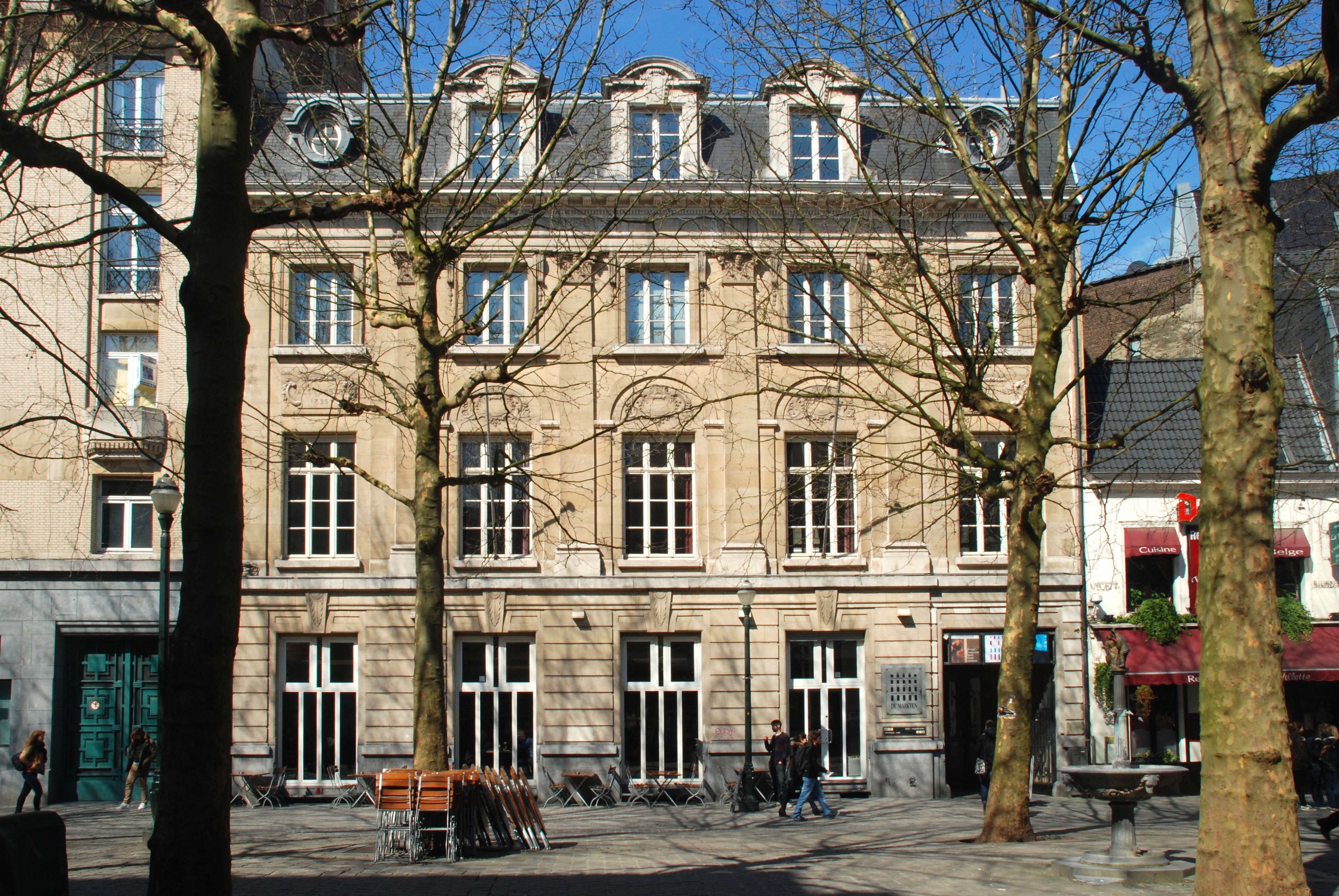
Ancien siège des cristalleries du Val-Saint-Lambert (Oscar Francotte).

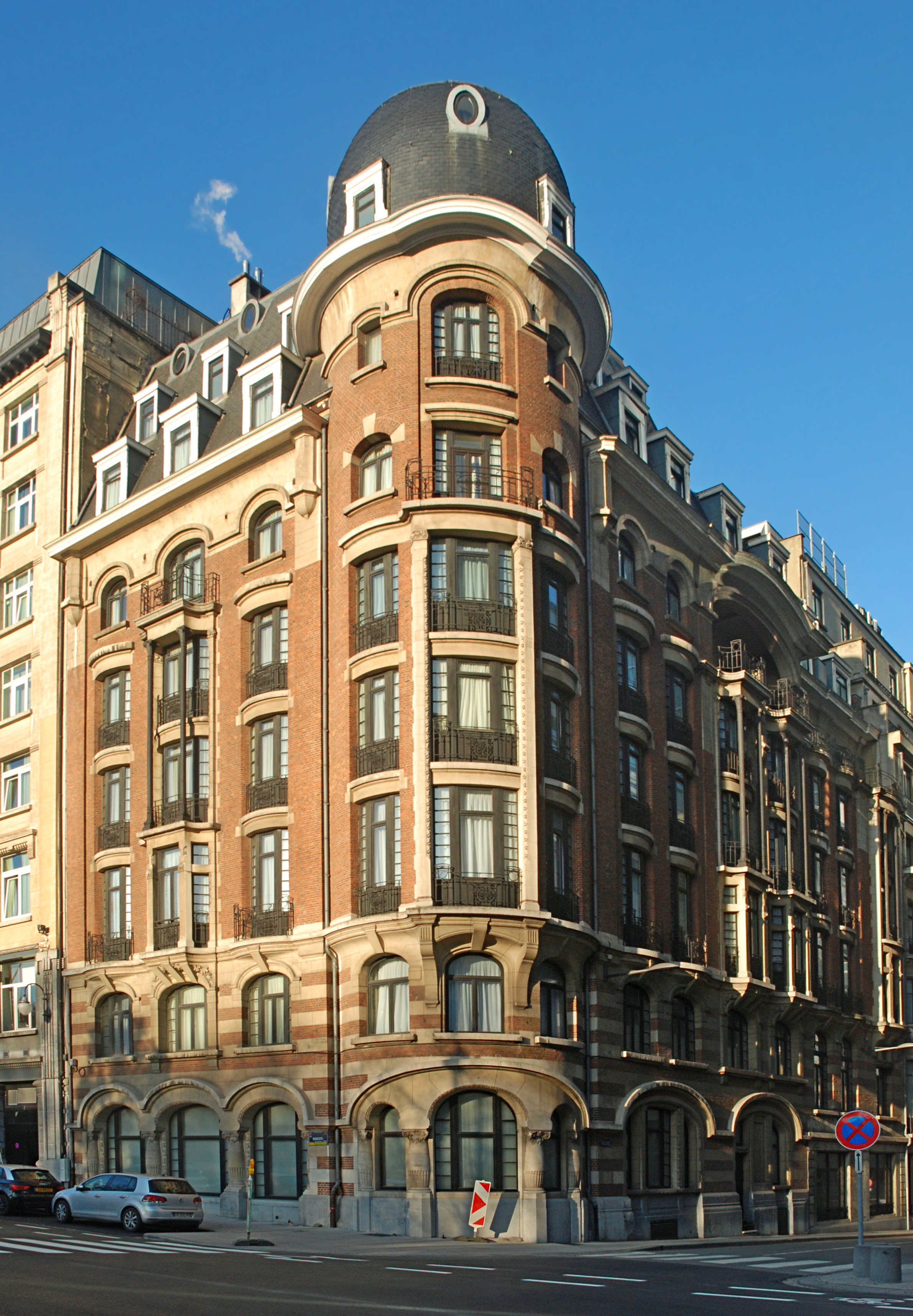
Albert Poot - rue Saint-Lazare à Bruxelles.

En Belgique, le style Beaux-Arts désigne la résurgence de l'éclectisme en architecture durant le premier tiers du XXe siècle.
Au contraire de la France, le terme n'est pas utilisé en Belgique pour désigner l'architecture éclectique du XIXe siècle.

## Historique
Le style Beaux-Arts apparaît en Belgique durant la première décennie du XXe siècle, et se développe jusqu'à l'entre-deux-guerres,.
On peut le dater plus précisément de 1905 à 1930.
Comme en France, ce style doit son nom à l'École des beaux-arts de Paris qui connut un important rayonnement international,. L'opéra de Paris, conçu par Charles Garnier et construit entre 1861 et 1875 est considéré comme le monument ayant le plus contribué à populariser et diffuser le style Beaux-Arts, en France puis à l'étranger.

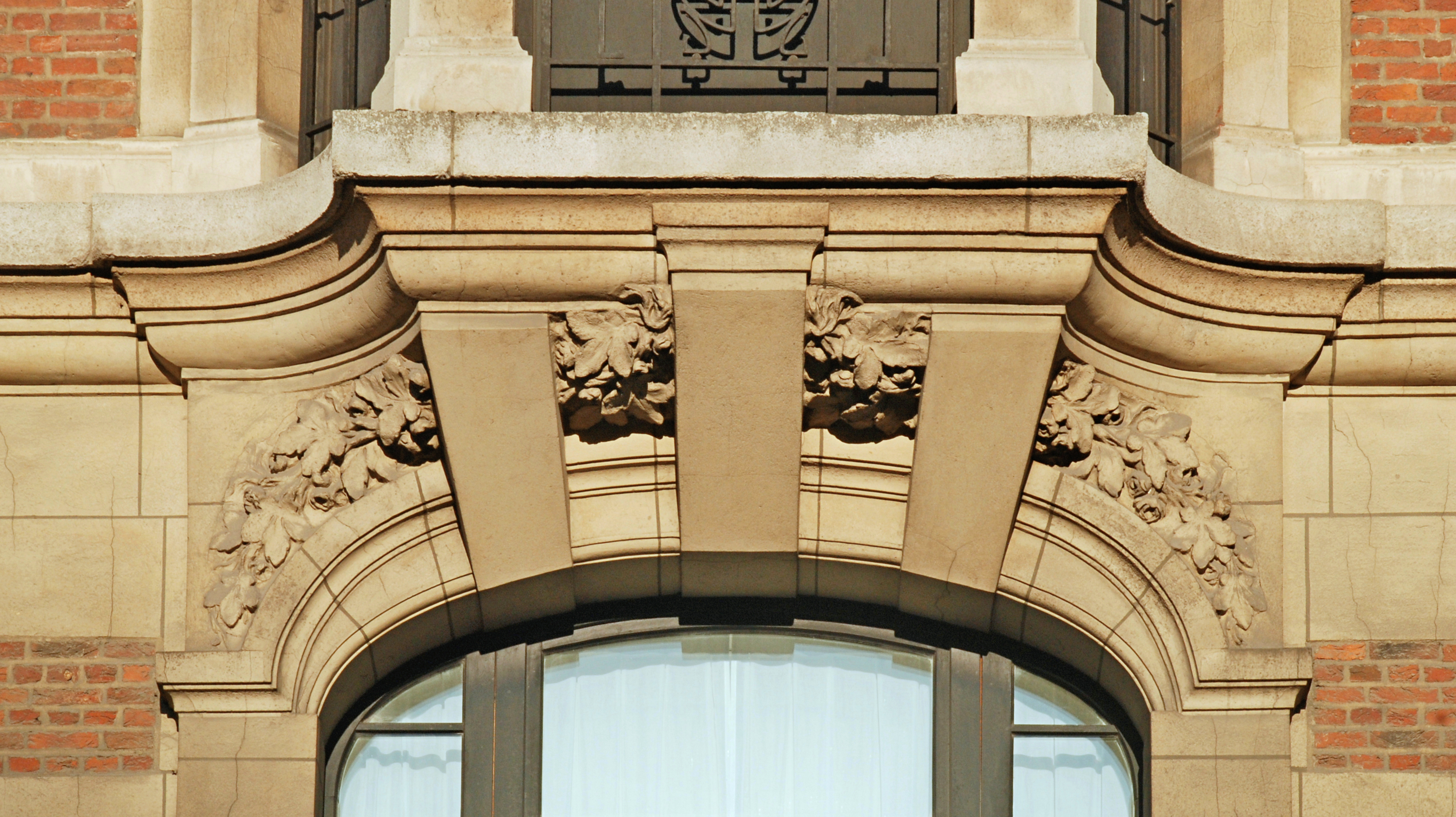
Albert Poot, rue Saint-Lazare (Bruxelles).

## Caractéristiques stylistiques
Le style Beaux-Arts belge, qui succède à l'architecture éclectique du XIXe siècle, reprend des éléments des courants de l'architecture française du XVIIIe siècle : classique (Louis XIV), rococo (Louis XV) et néo-classique (Louis XVI).
Les édifices, caractérisés par l'emploi massif de la pierre de France, présentent deux types de façades distincts : 
- d'un côté, des façades entièrement réalisées en pierre blanche[1],[3] ou en simili-pierre blanche[3],
- de l'autre, des façades en brique rouges[1] ou orangées[3] intégrant de nombreux éléments ornementaux en pierre blanche comme des guirlandes de fruits et de fleurs.

Ornements de style Beaux-Arts
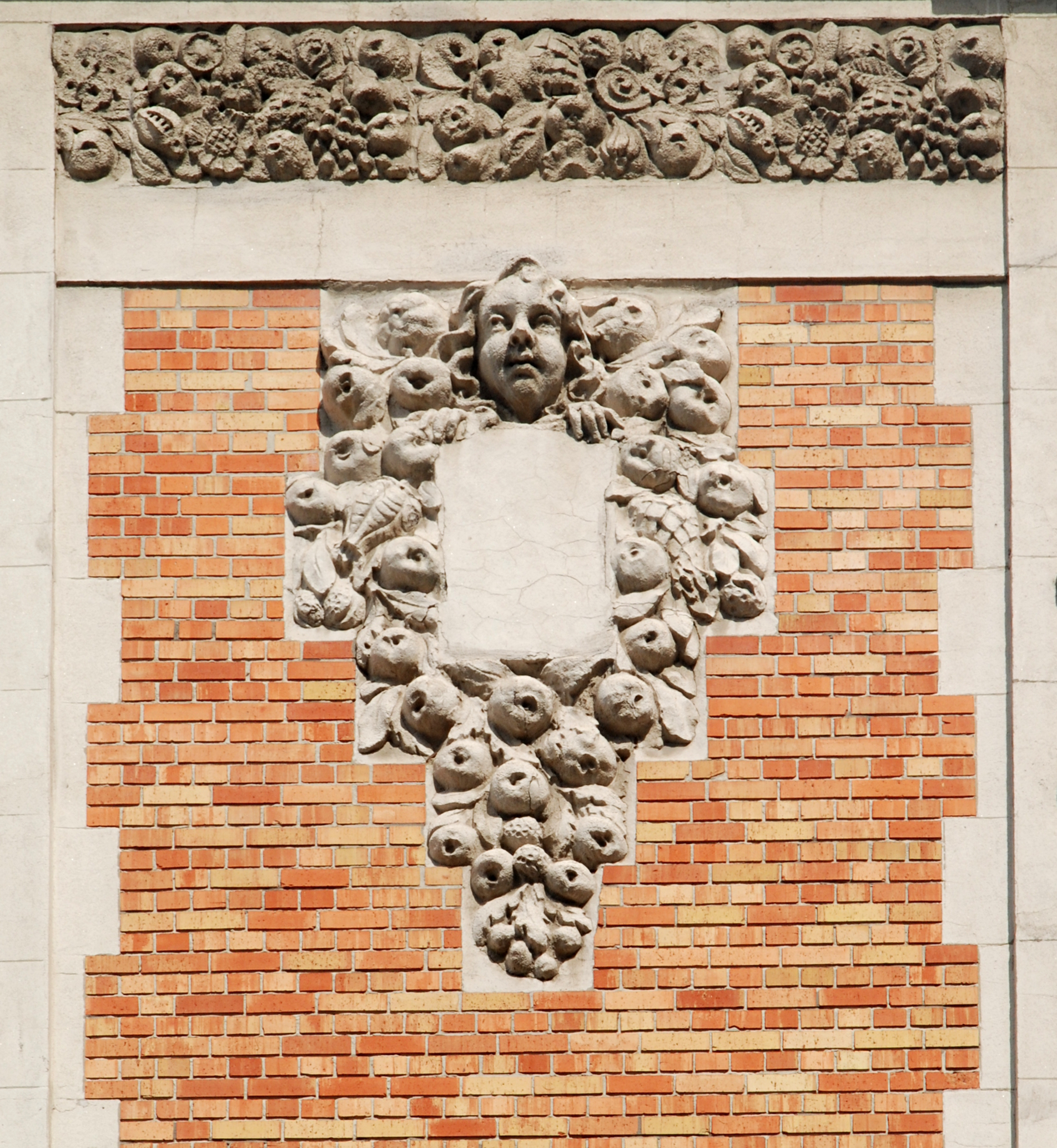
Immeuble édifié par Antoine Varlet au Rond-point Schuman à Bruxelles.
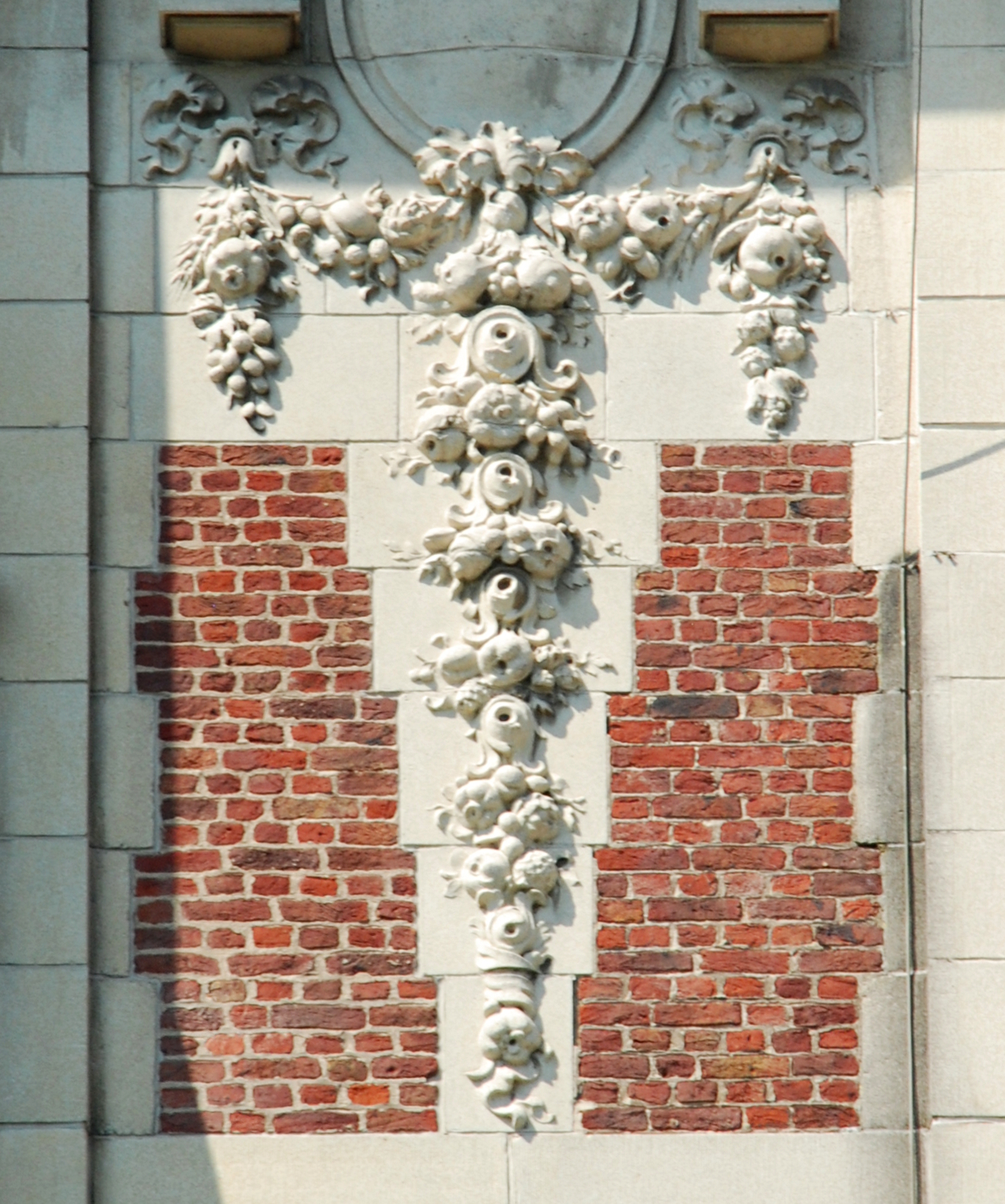
Immeuble « Central Résidence » édifié par J-B. Tilmant.
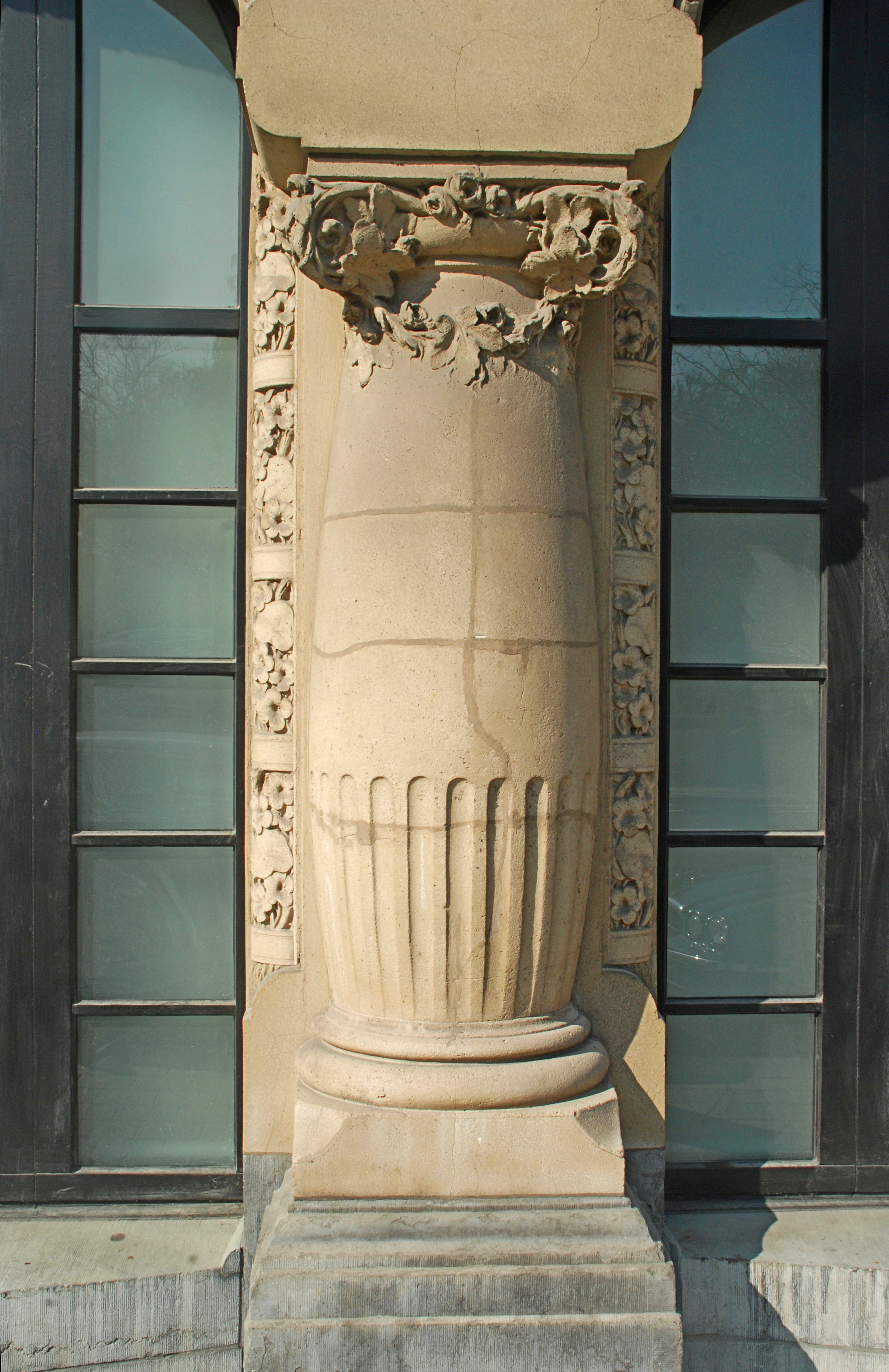
Albert Poot, rue Saint-Lazare (Bruxelles).
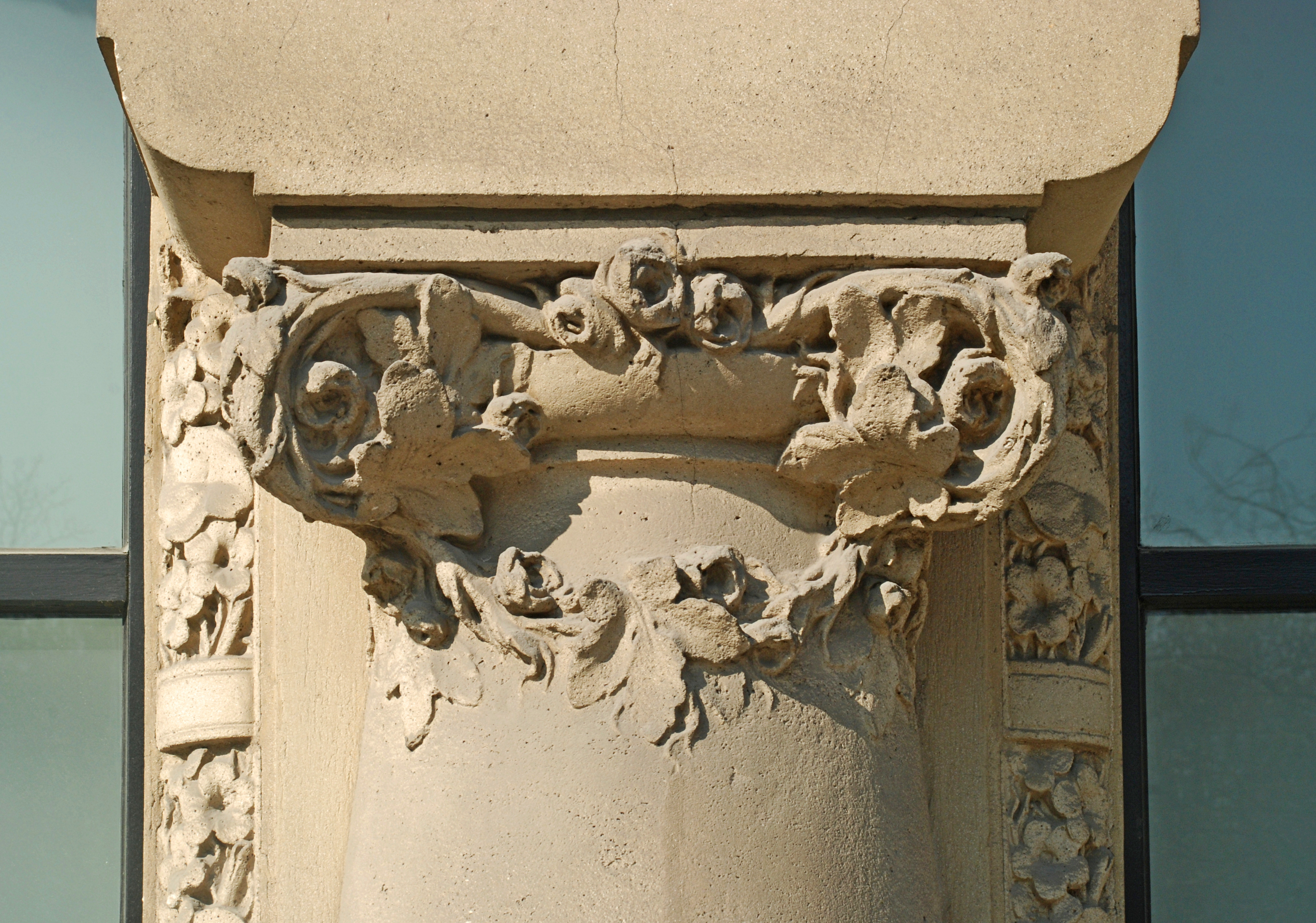
Albert Poot, rue Saint-Lazare (Bruxelles).

## Typologie
Le style Beaux-Arts est appliqué à de nombreuses habitations, que ce soient des maisons de maître, des hôtels de maître ou de grands immeubles à appartements. Certaines avenues bruxelloises de prestige comme l'avenue Molière présentent un grand nombre de maisons et hôtels de maître de ce style.
Il trouve également un champ d'application important dans des édifices semi-publics de prestige, comme des hôtels, des banques et des sièges de sociétés.

## Architectes de style Beaux-Arts

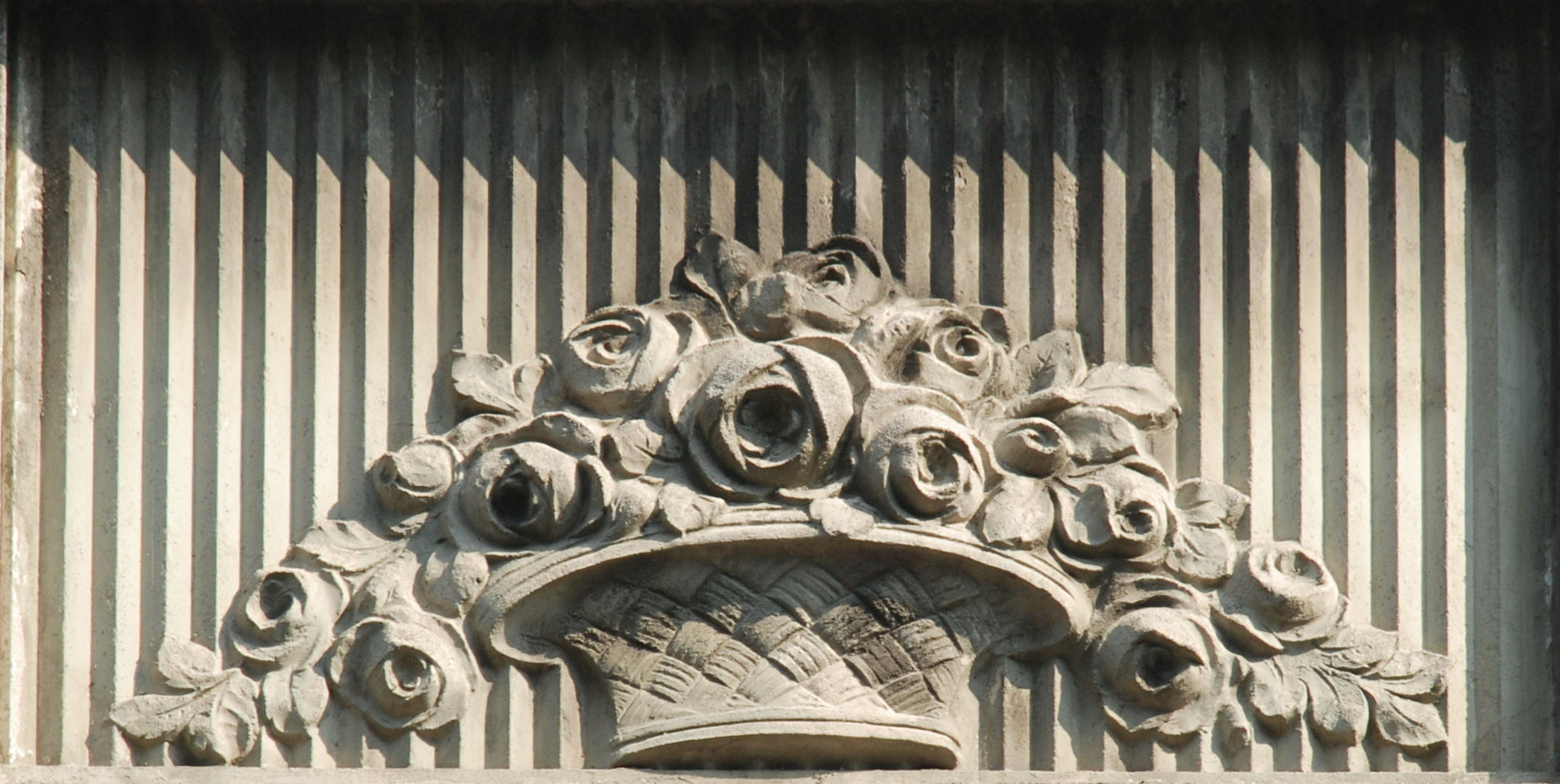
Fernand Lefever (1929).
Ornement de style Beaux-Arts.
Avenue Seghers, 91-93.

Voici une liste (non exhaustive) d'architectes belges ayant pratiqué le style Beaux-Arts, classés chronologiquement en fonction du début de leur production dans ce style, avec leurs réalisations les plus marquantes.
Nous renvoyons aux articles détaillés pour les sources et références.
- 1907 Paul Bonduelle

1907-1912 Ancien Gouvernement Provincial du Brabant, façade principale, rue du Lombard 69 à Bruxelles
plans établis par Bonduelle en 1907-1912; construction commencée en 1913, suspendue par la guerre et terminée en 1920
classé en 1995
1939 Cinéma des Galeries (style éclectique),
- 1907 Oscar Francotte

1911-1914 Ancien siège des cristalleries du Val-Saint-Lambert à Bruxelles
- 1909 Pierre De Groef

1909-1924 Nombreuses maisons de style Beaux-Arts avenue Louise et dans le quartier Louise.
- 1909 Paul Picquet

1909-1924 Nombreuses maisons de style Beaux-Arts dans le quartier Berkendael (avenue Molière, rue Franz Merjay, rue Berkendael…)
- 1908 Hubert Marcq

- 1909 Joseph Prémont

- 1910 François Malfait

1910-1912 : Château de la Solitude d'Auderghem,
- 1912 Alphonse Gellé

- 1912 Fernand Lefever

1912 : rue Émile Bouilliot, 34-36 (Ixelles)
1912 : boulevard Lambermont, 154 (Schaerbeek)
1923-1924 : avenue Richard Neybergh, 33 (Laeken)
1929 : avenue Seghers, 91-93 (Koekelberg)
- 1912 Léon David

- 1920 Mewès et Davis

1920-1921 Westminster Foreign Bank, Treurenberg, 2-4
- 1926 Gaston Deru

1926-1931 Ancien immeuble de bureaux de l'Union Minière du Haut-Katanga, rue de la Chancellerie 1-11 à Bruxelles (éclectisme d'inspiration néo-classique)
- 1927 Antoine Varlet

1927 : avenue de Tervueren 110
1928 : rond-point Robert Schuman 8-9
1929 : avenue de Cortenbergh 43, coin avenue de la Renaissance 13, immeuble à appartements de style Beaux-Arts.
- 1929 J-B. Tilman

1929 Central Résidence, quai au Foin 27-29